# 1897年逝世人物列表
1897年逝世人物列表：1月 - 2月 - 3月 - 4月 - 5月 - 6月 - 7月 - 8月 - 9月 - 10月 - 11月 - 12月
下面是1897年逝世的知名人士列表。

## 1-6月

### 1月1日
- 約瑟夫·斯凱雷特，美國海軍上將

### 1月9日
- 湯瑪斯·格溫·埃爾傑，英國天文學家

### 1月25日
- Albion P. Howe，聯邦陸軍將軍

### 1月30日
- 羅伯特·特姆普坦德，瑞典第四任首相

### 2月1日
- 珍妮·梅爾庫斯，荷蘭女執事、遊擊隊士兵和政治活動家

### 2月4日
- 查理斯·本迪爾，美國陸軍上尉、鳥類學家

### 2月7日
- 加利莱奥·费拉里斯，意大利物理學家和電氣工程師。

### 2月15日
- 迪米特裡·吉卡，羅馬尼亞第10任總理

### 2月17日
- 埃德蒙·科爾霍恩，美國海軍上將

### 2月18日
- 弗里德里希·奥古斯特·福斯特，德國企業家

### 2月19日
- 卡尔·魏尔施特拉斯，德國數學家

### 2月23日
- 沃尔德马尔·巴吉尔，德國作曲家，音樂學家。

### 3月6日
- 湯瑪斯·埃爾德，澳大利亞商人和慈善家

### 3月9日
- 贾迈勒丁·阿富汗尼，伊朗教師、作家

### 3月10日
- 薩維特裡拜·普勒，印度社會改革家和詩人

### 3月11日
- 亨利·德拉蒙德，蘇格蘭福音派作家、講師

### 3月19日
- 安托万·达巴迪，愛爾蘭出生的旅行者

### 4月1日
- 詹達馬拉，澳大利亞原住民起義者

### 4月3日
- 布拉姆斯，德國作曲家。[1]

### 4月4日
- 爱德华多·卡诺，19世紀西班牙畫家。
- 摩納哥的佛洛雷絲汀，摩納哥親王佛洛雷斯坦一世之女，第一代烏拉赫公爵威廉之妻。

### 4月10日
- 腓特烈·法蘭茲三世，梅克倫堡-施威林大公

### 4月12日
- 愛德華·德林克·科普，美國生物學家

### 4月30日
- A.維奧拉·內布利特，美國活動家、女權主義者、女權先驅

### 5月7日
- 揚·吉卡，3次羅馬尼亞總理
- 奧馬勒公爵亨利·德·奧爾良[2]

### 5月10日
- 安德烈·滂尼发秀，菲律賓革命者

### 5月12日
- 明娜·康特，芬蘭作家和社會活動家[3]

### 5月21日
- 奥古斯塔斯·沃拉斯顿·弗兰克斯，英國古玩收藏家和大英博物館的博物館館員

### 5月23日
- 普薩帕蒂·阿南達·加賈帕蒂·拉朱，印度拉賈

### 6月9日
- 阿尔万·格雷厄姆·克拉克，美國天文學家

### 6月17日
- 塞巴斯蒂安·克劳普，德國牧師和自然療法師

### 6月19日
- 路易·布里埃爾·德·利爾，法國將軍
- 查爾斯·杯葛

## 7-12月

### 7月1日
- 羅帕塔·瓦哈瓦哈，紐西蘭毛利軍事領袖

### 7月6日
- 湯米·伯恩斯，英國潛水夫
- 西莉亞·巴里奧斯·德·雷納，瓜地馬拉民族的第一位母親

### 7月15日
- 乔瓦尼·坎托尼，意大利物理學家、政治家、愛國主義者

### 7月24日
- 拉法葉·麥克羅斯，南北戰爭的邦聯將領。

### 8月8日
- 雅各·布克哈特，文化歷史學家
- 安东尼奥·卡诺瓦斯·德尔卡斯蒂略，西班牙政治家、歷史學家。

### 8月14日
- 急庇利，香港第二任測量總監

### 8月17日
- 威廉·傑瓦，英國軍事工程師和外交官

### 8月24日
- 塞巴斯蒂安·萊斯佩斯，法國海軍上將
- 陸奧宗光，日本政治家、外交官

### 8月31日
- 路易莎·萊恩·德魯，英國出生的美國女演員、劇院經理

### 9月9日
- 理查·霍爾特·赫頓，英國作家、神學家
- 費倫茨·普爾什基，匈牙利政治家

### 9月20日
- 路易·皮埃爾·穆亞爾，法國藝術家和航空先驅[4]

### 9月21日
- 威廉·瓦滕巴赫，德國歷史學家

### 9月27日
- 查理斯-鄧尼斯·布爾巴基，法國軍事領袖
- 喬治·羅布森，美國政治家

### 9月30日
- 利雪的德蘭，法國羅馬天主教徒和赤足加爾默羅會修女

### 10月2日
- 愛德華·梅特蘭，英國作家

### 10月3日
- 山地元治，日本將軍

### 10月9日
- 約翰·克利茨，美國海軍上將
- 揚·海姆斯克，荷蘭政治家，荷蘭第16任首相

### 10月13日
- 威廉·丹尼爾，美國節制運動領袖

### 10月19日
- 乔治·普尔曼，美國發明家和實業家

### 10月27日
- 玛丽·阿德莱德郡主，英國王室成員
- 卡洛斯·安圖內斯·岡薩雷斯，智利政治家
- 亞歷山大·米爾頓·羅斯，加拿大廢奴主義者、博物學家

### 11月
- 法蘭西斯科·貢薩洛·馬林，古巴詩人，自由鬥士

### 11月3日
- 湯瑪斯·拉尼爾·克林曼，美國“政治家王子”

### 11月13日
- 歐內斯特·賈爾斯，澳大利亞探險家

### 11月15日
- 露辛達·巴伯·赫爾姆，美國婦女宗教活動家

### 11月17日
- 喬治·亨德里克·霍頓，美國新教聖公會神職人員[5]

### 11月18日
- 亨利·道爾頓，英國陶器製造商

### 11月19日
- 威廉·西摩·泰勒，美國教育家、歷史學家

### 11月23日
- 艾蒂安·斯蒂芬·塔尼耶，法國產科醫生

### 12月14日
- 罗伯特·辛普森，蘇格蘭裔加拿大商人

### 12月16日
- 阿尔封斯·都德，法國作家

### 12月19日
- 斯坦尼斯拉斯·德·瓜伊塔，法國詩人

### 12月28日
- 威廉·科比，美國天主教神父

## 日期不詳
- 張承業，韓國畫家（1846年出生）
- 寶森